# Паргауйський край
Паргау́йський край (латис. Pārgaujas novads) — адміністративно-територіальна одиниця Латвійської Республіки. Розташований у північній частині країни, в історичному регіоні Ліфляндія. Адміністративний центр — Сталбе. Створений 2009 року. Площа — 487,5 км². Населення — 3953 осіб (2011). До складу краю входять 3 волості.

## Населення
Національний склад краю за результатами перепису населення Латвії 2011 року.
| Національність | К-сть | % |
| -------------- | ----- | - |